# Actinostola abyssorum
Actinostola abyssorum är en havsanemonart som först beskrevs av Daniel Cornelius Danielssen 1890.  Actinostola abyssorum ingår i släktet Actinostola och familjen Actinostolidae. Inga underarter finns listade i Catalogue of Life.